# Wojciech Sokołowski (polityk)
Wojciech Franciszek Sokołowski (ur. 8 marca 1952 w Jaworze) – polski polityk, samorządowiec, rolnik, poseł na Sejm VI kadencji.

## Życiorys
Ukończył studia na Akademii Rolniczej we Wrocławiu. Zawodowo zajął się rolnictwem, prowadził też własną działalność gospodarczą. Został działaczem Platformy Obywatelskiej i przewodniczącym jej struktur w powiecie jaworskim.
Bez powodzenia kandydował do Sejmu z listy PO w wyborach w 2007 w okręgu legnickim. W 2006 ubiegał się o mandat radnego sejmiku dolnośląskiego, radnym województwa został w 2009 w miejsce Piotra Borysa. Rok później nie uzyskał reelekcji. Objął natomiast mandat poselski w miejsce Marcina Zawiły, wybranego na urząd prezydenta Jeleniej Góry. W 2011 nie ubiegał się o ponowny wybór do Sejmu. W 2014 i 2018 kandydował do rady powiatu jaworskiego.
W 2012 został przez prezydenta Bronisława Komorowskiego odznaczony Krzyżem Wolności i Solidarności.